# Les Maîtresses de Dracula
Série
Le Cauchemar de Dracula
(1958) Dracula, prince des ténèbres
(1966)
Pour plus de détails, voir Fiche technique et Distribution.
Les Maîtresses de Dracula (titre original : The Brides of Dracula) est un film d’horreur britannique de la saga Dracula, réalisé par Terence Fisher pour Hammer Film Productions en 1960. Comme son titre ne l'indique pas, ce film ne met pas en scène Dracula mais un autre vampire, le baron Meinster.

## Synopsis
L’histoire se passe en Transylvanie. Marianne Danielle (Yvonne Monlaur), une jeune institutrice en route pour occuper un emploi dans un pensionnat pour jeunes filles, est abandonnée dans un village par son cocher. À l’auberge où elle se réfugie, elle ne tient pas compte des avertissements des propriétaires du lieu et accepte l’offre de la baronne Meinster (Martita Hunt) de passer la nuit dans son château.
Au château, de la fenêtre de sa chambre, elle aperçoit le fils de la baronne (David Peel). Celle-ci lui déclare qu’il est fou et qu’elle doit le garder prisonnier dans sa chambre. Plus tard, Marianne le rencontre et celui-ci lui déclare que sa mère a usurpé ses terres par jalousie. La jeune fille le croit et décide de l’aider. Elle vole la clé de la chaîne qui le tient prisonnier et la lui donne. Lorsque la baronne apprend ce qui s’est passé, elle en est horrifiée. Son fils, délivré, apparaît et lui ordonne de la suivre. Après quelque temps, Marianne entend les cris hystériques de la servante Greta (Freda Jackson) qui la force à regarder le corps assassiné de la baronne et les marques de perforation sur sa gorge. Marianne s’enfuit dans la nuit.
Recueillie par le docteur Van Helsing (Peter Cushing), toujours à la chasse aux vampires (voir Le Cauchemar de Dracula), elle est ramenée au village où elle se remet de ses émotions. Là, ils apprennent qu’une paysanne a été tuée pendant la nuit. Van Helsing ramène Marianne au pensionnat pour jeunes filles. Cependant, lui et le curé du village (Fred Johnson) soupçonnent les propriétaires du château d’être pour quelque chose dans le meurtre de la paysanne. La nuit, ils tombent sur Greta la servante qui tente d’aider la victime, devenue vampire, à se déterrer. Les deux femmes parviennent à s’enfuir. Puis Van Helsing monte au château où il découvre la baronne, devenue elle aussi vampire. Elle se laisse docilement planter un pieu dans le cœur.
Pendant ce temps, le baron visite Marianne au pensionnat et celle-ci accepte de se fiancer à lui. Peu de temps après, Gina (Andrée Melly), l’une des filles du pensionnat, est attaquée par le baron dans sa chambre. Lorsque Van Helsing revient, il trouve l’école sens dessus dessous. Avec le médecin du village (Miles Malleson), il examine le corps de Gina et trouve les perforations sur sa gorge. Il donne ses instructions avant de repartir. Alors que Marianne veille le corps de Gina dans l’écurie, le cercueil s’ouvre tout à coup. Gina, devenue vampire, tente de mordre Marianne mais Van Helsing, qui arrive à l’instant, la fait fuir. Elle a eu cependant le temps d’avouer à Marianne que le baron avait trouvé refuge dans le vieux moulin. Van Helsing y accourt mais s’y laisse surprendre. Le baron l’assomme puis retourne au pensionnat où il enlève Marianne qu’il ramène au moulin. Van Helsing parvient à la sauver en mettant le feu au moulin.

## Fiche technique
- Titre original : Brides of Dracula

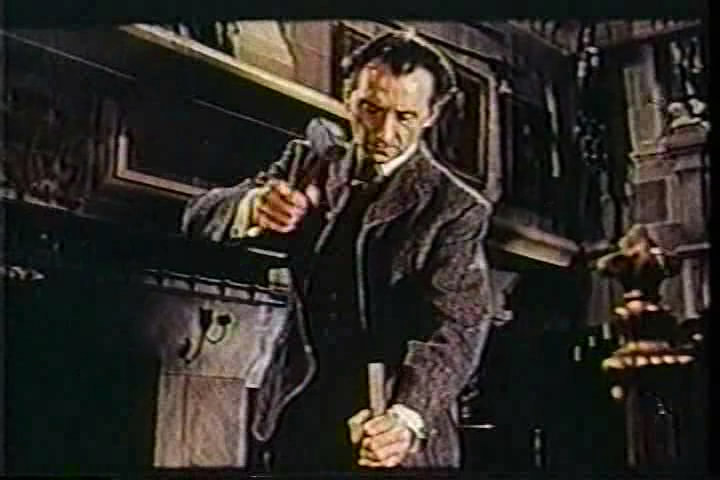
Peter Cushing.

- Titre français : Les Maîtresses de Dracula
- Réalisateur : Terence Fisher
- Producteur : Anthony Hinds
- Société de production : Hammer Film Productions et Hotspur Film Productions Ltd.
- Distribution : Universal Pictures
- Scénario : Peter Bryan, Anthony Hinds (non crédité), Edward Percy et Jimmy Sangster
- Musique : Malcolm Williamson
- Photo : Jack Asher
- Montage : Alfred Cox
- Direction artistique : Thomas Goswell
- Décors : Bernard Robinson
- Costumes : Molly Arbuthnot
- Effets spéciaux : Sydney Pearson
- Pays : Royaume-Uni
- Genre : fantastique, horreur
- Format : Couleur (Technicolor) - Son : Mono (RCA Sound System)
- Durée : 85 minutes
- Langue : anglais
- Date de sortie :
  -  Royaume-Uni : 7 juillet 1960
  -  États-Unis : 5 septembre 1960
  -  France : 21 décembre 1960
- Affiche : Joseph Koutachy (France)

## Distribution
- Peter Cushing (VF : Gérard Férat) : docteur Van Helsing
- Yvonne Monlaur : Marianne Danielle
- David Peel (VF : Roland Ménard) : baron Meinster
- Martita Hunt (VF : Lucienne Givry) : baronne Meinster
- Freda Jackson : Greta
- Fred Johnson (VF : Lucien Bryonne) : le curé
- Miles Malleson (VF : Richard Francœur) : docteur Tabler
- Henry Oscar (VF : Paul Villé) : monsieur Lang
- Mona Washbourne : madame Lang
- Andrée Melly : Gina
- Victor Brooks (VF : Claude Bertrand) : Hans
- Marie Devereux : la paysanne vampire
- Michael Ripper : le cocher

## Galerie

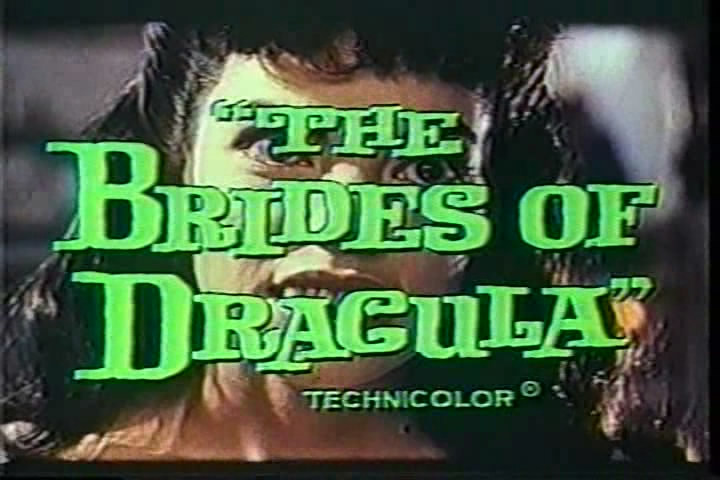
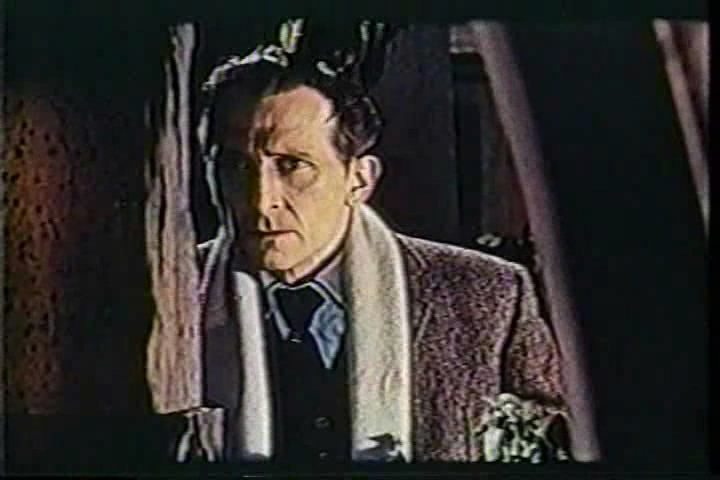
Peter Cushing.
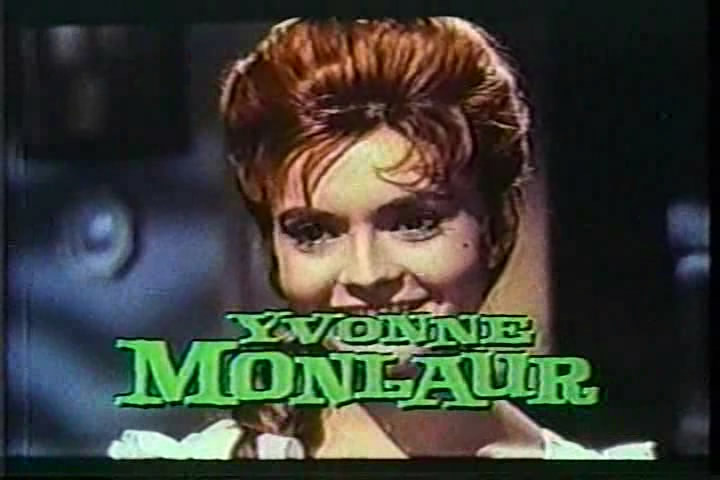
Yvonne Monlaur.
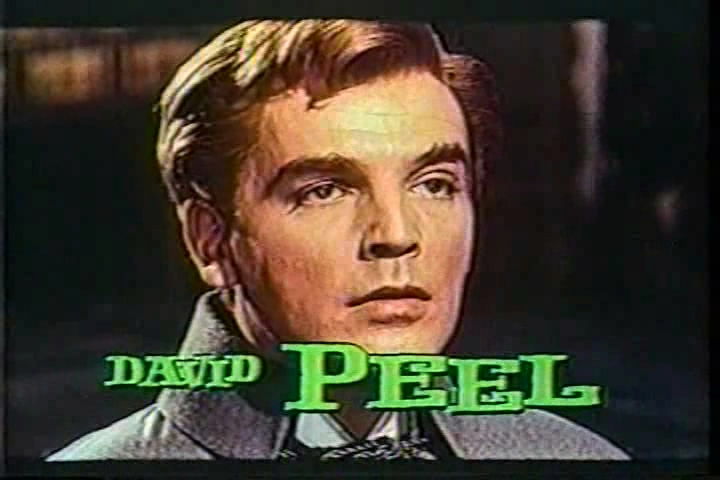
David Peel.
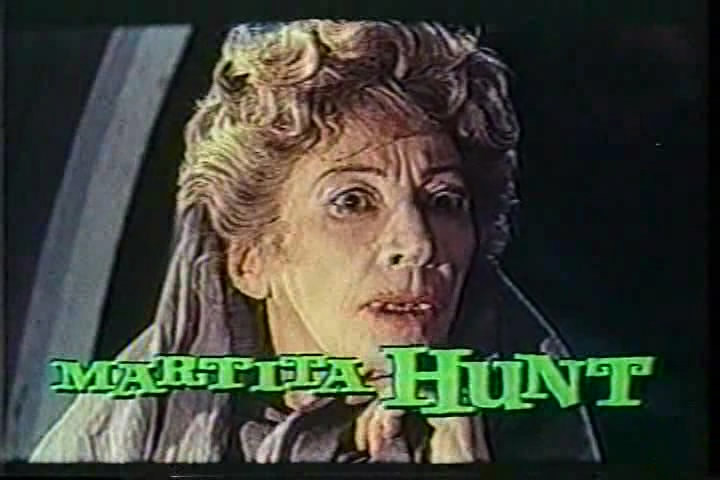
Martita Hunt.
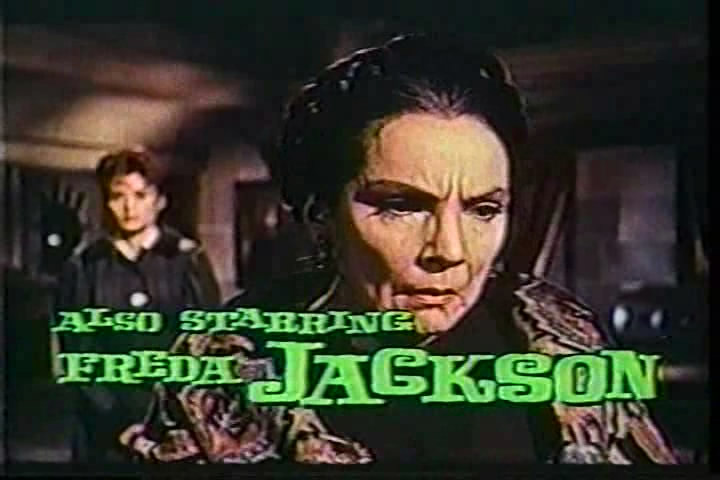
Freda Jackson.
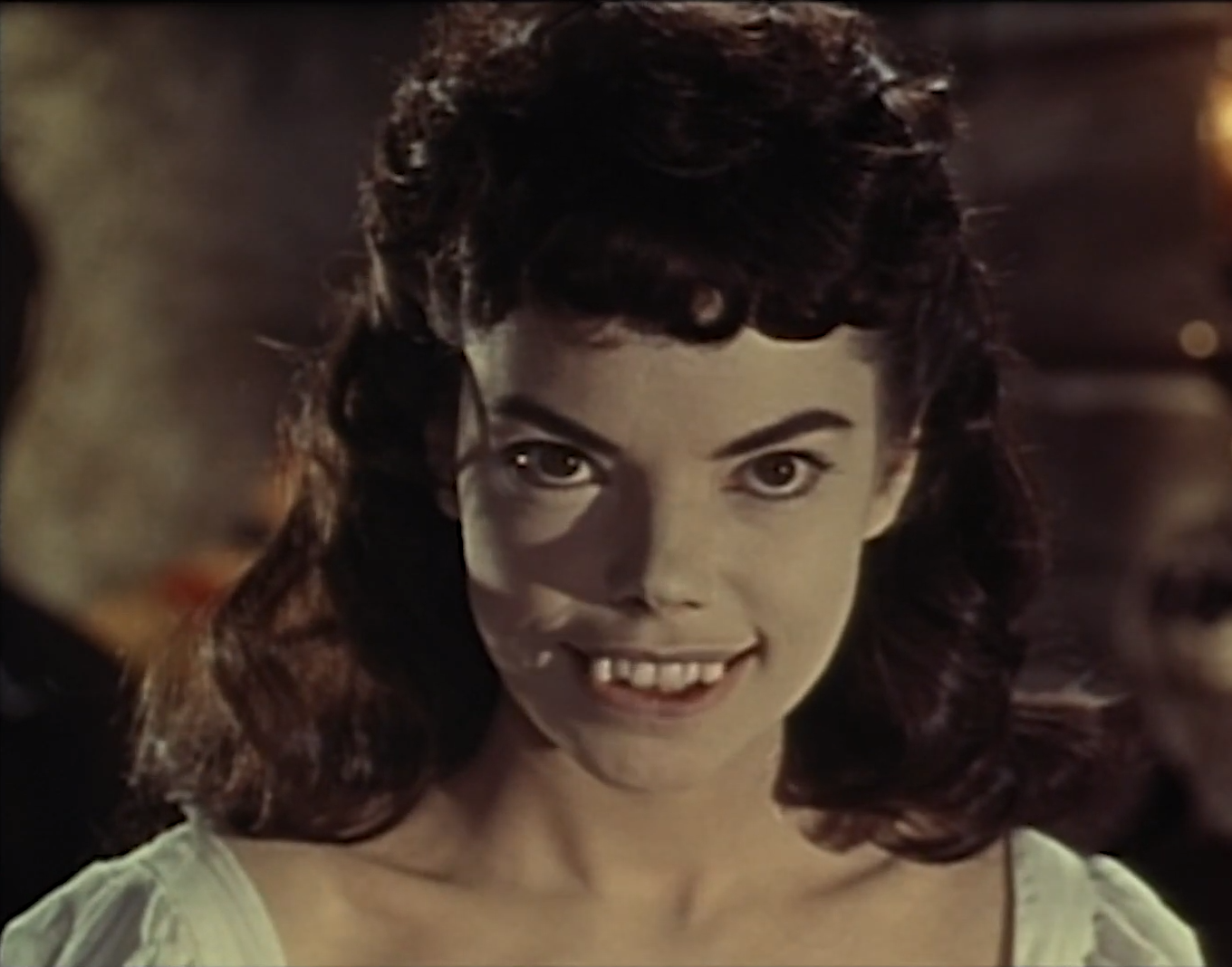
Andrée Melly.

## Autour du film

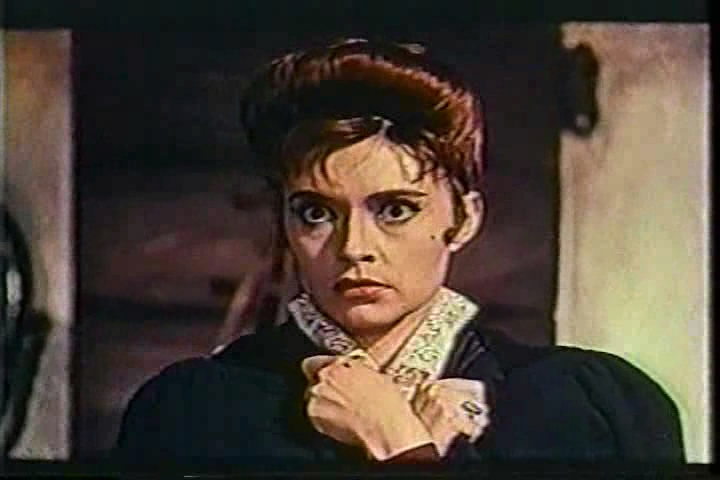
Yvonne Monlaur.

- Bien que présenté comme une suite de Le Cauchemar de Dracula (1958), le personnage n’y apparaît pas. Christopher Lee, qui retarda son retour dans le rôle, ne souhaitant plus provisoirement l'endosser  pour des motifs personnels, est ici remplacé par un autre vampire, le baron Meinster, joué par David Peel. Le début du film annonce donc en voix off que le comte Dracula (mort dans Le Cauchemar), a envoyé sur terre un de ses disciples pour propager le culte du vampirisme[1].
- Yvonne Monlaur, la jeune vedette du film, de son vrai nom Yvonne Bédar de Monlaur, est une actrice d’origine française qui avait interrompue sa carrière de mannequin à cause d’un accident de bateau qui l’avait brûlée gravement. Par la suite, elle tournera dans quelques autres films d’horreur avant de retomber dans l’oubli.
- Les scènes intérieures ont été tournées aux studios de Bray. Les scènes extérieures ont été tournées à Oakley Court, près des studios Bray, ainsi qu’à Black Park à Wexham dans le Buckinghamshire[2].
- Une première version de séquence finale faisant intervenir une horde de chauve-souris pour détruire le vampire fut d’abord envisagée, puis rejetée, pour des raisons techniques[1]. Cette idée de conclusion sera finalement incluse, en 1963, dans le scénario de Le Baiser du vampire de Don Sharp.

Quelques inexactitudes
- Quand Van Helsing frappe la comtesse avec le pieu, il le plante plus bas que le cœur.
- Bien que l’histoire se passe à la fin du XIXe siècle, on peut voir une lampe électrique derrière le baron Meinster alors que Marianne l’aperçoit de sa chambre.
- Bien que l’histoire se passe en hiver, on entend dans plusieurs scènes des sons de criquets et de grenouilles.

## DVD
- France :
  - Les Maîtresses de Dracula (DVD-5 Keep Case) sorti le 20 juin 2007 édité par Bach Films et distribué par Arcadès. Le ratio image est en 1,66:1 panoramique 4:3. L'audio est en anglais 2.0 mono. Les sous-titres en français sont présents. En supplément : la présentation du film par Jean-François Rauger (14 min). La durée du film est de 85 minutes. Il s'agit d'une édition Zone 2 Pal[3].